# Pat Marcy
Patrick Joel „Pat” Marcy (ur. 6 października 1950 w Minneapolis) – amerykański zapaśnik walczący w stylu klasycznym. Olimpijczyk z Montrealu 1976, gdzie odpadł w eliminacjach w wadze 68 kg.
Odpadł w eliminacjach mistrzostw świata w 1974; 1975 i 1977. Mistrz igrzysk panamerykańskich w 1975 roku.
Zawodnik Augsburg University z Minneapolis.